# Kumite (singolo)
Kumite è un singolo del rapper italiano Salmo, pubblicato l'8 ottobre 2021 come primo estratto dal sesto album in studio Flop.

## Descrizione
Settima traccia dell'album, il brano è stato prodotto da Takagi & Ketra ed è tra i più accessibili e diretti del disco, affrontando come tematica una storia d'amore conclusa ma vista e riletta con lucidità e malinconia.

## Classifiche

### Classifiche settimanali
| Classifica (2021) | Posizione massima |
| ----------------- | ----------------- |
| Italia            | 1                 |

### Classifiche di fine anno
| Classifica (2021) | Posizione |
| ----------------- | --------- |
| Italia            | 55        |
| Classifica (2022) | Posizione |
| Italia            | 64        |